# Daniel Font i Cardona
Daniel Font i Cardona (Barcelona, 1 de setembre de 1954) és un economista i polític català, diputat al Parlament de Catalunya i regidor a l'ajuntament de Barcelona.
Llicenciat en ciències econòmiques, és funcionari de la Diputació de Barcelona. Milità inicialment en Convergència Socialista de Catalunya (CSC), després en el Partit Socialista de Catalunya-Congrés (PSC-C) i des del 1978 en el PSC-PSOE, del que n'és secretari nacional. Endemés, és membre de l'Ateneu Barcelonès, del Fòrum Cívic de Barcelona i de la Societat Catalana d'Economia de l'Institut d'Estudis Catalans.
Fou regidor de l'ajuntament de Barcelona el 1979. Ocupà un escó al Parlament de Catalunya temporalment el 1988-1992 i el 1992-1995. Ha estat elegit diputat per la circumscripció de Barcelona a les eleccions al Parlament de Catalunya de 2006. Fins al 2012 ha estat membre, entre d'altres, de la Comissió de la Sindicatura de Comptes i de la Comissió sobre els Drets de les Dones del Parlament de Catalunya, així com de Comissió de Control Parlamentari de la Corporació Catalana de Mitjans Audiovisuals.